# Degraissieren

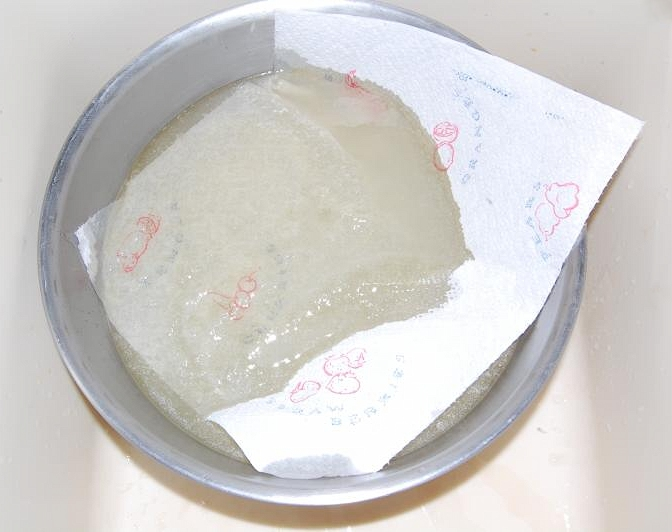
Degraissieren einer Hühnerbrühe, hier Absaugen des Fetts mit Hilfe eines Stücks Küchenpapier

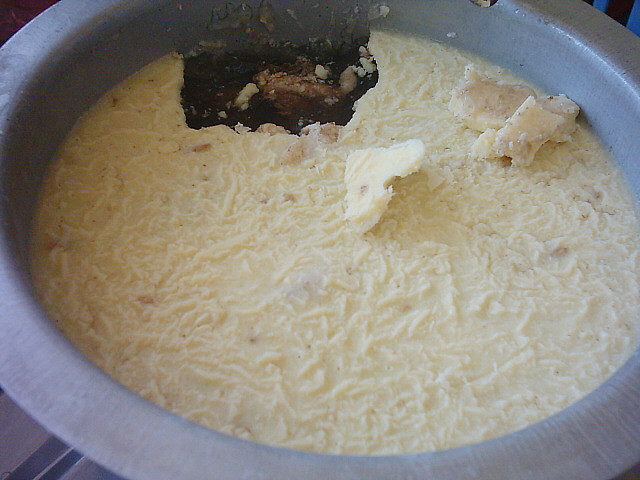
Gekühlte (hier Kurzzeit-gefrorene) Fleischsuppe mit obenliegender Fettschicht, die sich so auf einfache Art entfernen lässt

Degraissieren (von französisch dégraisser ‚an-‘ bzw. ‚entfetten‘ und graisse ‚Fett‘) nennt der Koch das Entfernen von Fett aus Brühen, Suppen und Saucen. Es geschieht auf unterschiedliche Weise:
- Durch das Entfernen des (obenschwimmenden) Fettes mit einer Schöpfkelle oder saugfähigem Papier.[1]
- Durch das Abheben der erstarrten Fettdecke nach dem Erkalten.
- Für die Trennung von Fett und Sauce kann der durch Ablöschen gelöste heiße Bratensatz auch in ein Entfettungskännchen (auch Fettkanne oder Fettkännchen) gegossen werden. Nach kurzer Zeit steigt das Fett in dem aus Glas oder einem anderen hitzebeständigen Material bestehenden Küchenhelfer nach oben; die Bratensauce kann dann mittels der am Boden angesetzten Tülle abgegossen werden.[2]